# Tolomosa Grande
Tolomosa Grande ist eine Ortschaft im  Departamento Tarija im südamerikanischen Anden-Staat Bolivien.

## Lage
Tolomosa Grande ist zentraler Ort des Kanton Tolomosa im Municipio Tarija in der Provinz Cercado. Tolomosa Grande liegt auf einer Höhe von 1930 m vier Kilometer südwestlich des Stausees Lago San Jacinto, der in den Río Nuevo Guadalquivir entwässert, der flussabwärts zum Río Tarija wird.

## Geographie
Tolomosa Grande liegt günstig zwischen den verschiedenen Klimazonen des Landes, am Rande der Anden in einer Höhe von rund 2300 m, so dass meist mildes und angenehmes Wetter herrscht (siehe Klimadiagramm Tarija). In der Regenzeit zwischen Dezember und Februar (Sommermonate) kommt es häufig zu wolkenbruchartigen Gewittern. Der Rest des Jahres ist ausgesprochen niederschlagsarm.

## Bevölkerung
Die Einwohnerzahl der Ortschaft ist in den vergangenen beiden Jahrzehnten auf fast das Doppelte angestiegen:
| Jahr | Einwohner | Quelle       |
| ---- | --------- | ------------ |
| 1992 | 518       | Volkszählung |
| 2001 | 797       | Volkszählung |
| 2012 | 936       | Volkszählung |
| 2024 |           | Volkszählung |

## Verkehrsnetz
Tolomosa Grande liegt in einer Entfernung von siebzehn Straßenkilometern südwestlich von Tarija, der Hauptstadt des Departamentos.
Durch Tarija führt die Nationalstraße Ruta 1, die das bolivianische Hochland von Norden nach Süden durchquert und von Desaguadero an der peruanischen Grenze über die Metropolen El Alto, Oruro und Potosí bis nach Bermejo an der argentinischen Grenze führt.
Man verlässt Tarija in westlicher Richtung über die Puente San Martin, die den Río Nuevo Guadalquivir überquert, folgt dann einen Kilometer lang der Avenida La Banda flussabwärts bis zum Ortsteil German Busch. Von dort führt die Carretera San Jacinto vier Kilometer in südlicher Richtung, erreicht den Lago San Jacinto und überquert nach weiteren vier Kilometern die Staumauer der Talsperre. Von hier aus sind es noch einmal sieben Kilometer bis Tolomosa Grande, zuerst am Südufer der Talsperre entlang, und dann flussaufwärts entlang dem Río Tolomosa.